# Loxerebia loczyi
Loxerebia loczyi är en fjärilsart som beskrevs av Frivaldsky 1886. Loxerebia loczyi ingår i släktet Loxerebia och familjen praktfjärilar. Inga underarter finns listade i Catalogue of Life.